# Marta Baedeker

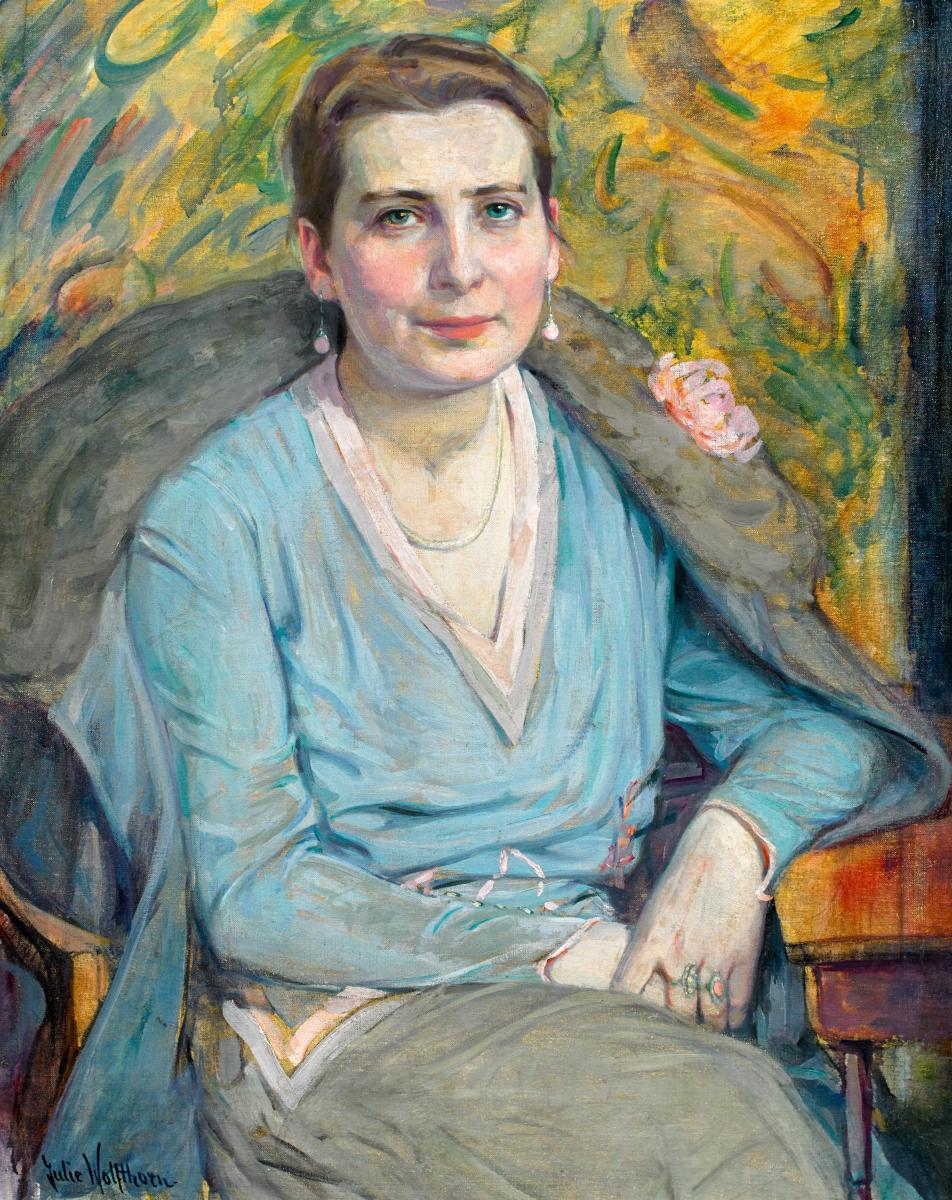
Julie Wolfthorn: Porträt der Marta Baedeker (um 1929)

Marta Baedeker, geborene Preuschel (* 15. Oktober 1889 in Darkehmen, Ostpreußen; † 20. Juli 1973 in Essen) war eine deutsche Verlagsbuchhändlerin und Geschäftsführerin des G. D. Baedeker Verlags in Essen. Sie gründete die G. D. Baedeker-Stiftung.

## Leben und Wirken
Im Alter von 17 Jahren kam Marta Preuschel nach Essen. Sie beendete dort beim Baedeker-Verlag ihre Ausbildung zur Buchhändlerin und blieb im Unternehmen tätig. Hier lernte sie Alfred Baedeker kennen, der seit 1922 Alleininhaber der Firma war, und heiratete ihn 1925. So trat Marta Baedeker in die Geschäftsleitung ein.
Nachdem ihr Mann Alfred hohe Investitionen in das Unternehmen steckte, geriet es an den Rand des Konkurses. Nach 1933 zog er sich aus der Geschäftsführung aus gesundheitlichen Gründen zurück, woraufhin Marta Baedeker die alleinige Geschäftsleitung übernahm. Ihr Ehemann verstarb 1937 an den Folgen eines Sturzes.
Während der Zeit des Nationalsozialismus hatte Marta Baedeker versucht, mit den neuen Machthabern ein Einvernehmen zu finden, ohne jedoch deren Gedankengut zu teilen, um das Geschäft abzusichern, was sie schließlich schaffte. Nach dem Ende des Zweiten Weltkriegs gelang ihr mit Hilfe der bereits in den 1930er Jahren angeworbenen Führungspersonen Anton Kirschner und Thea Dieckhans ein Neuanfang mit entsprechend neuem, zeitgemäßem Sortiment.
1959 zog sich Marta Baedeker aus dem aktiven Geschäftsleben zurück. Aus Sorge um die Zukunft der Buchhandlung gründete sie 1963 die G. D. Baedeker-Stiftung, eine gemeinnützige Stiftung für Kunst und Wissenschaft in der Stadt Essen mit Sitz in Essen. In ihrer Satzung war die Begrenzung auf Essen als Voraussetzung festgeschrieben, dass die Firma Baedeker im Baedekerhaus an der Kettwiger Straße in Essen ihre Geschäftsräume hatte. Nachdem Marta Baedeker 1973 verstorben war, ging ihr Anteil am Geschäft in das Stiftungsvermögen über. Seit dem Jahr 2000 ist die Verleihung des Gottschalk-Diederich-Baedeker-Preises als Stiftungszweck in die Statuten aufgenommen.